# Isadora Duncan

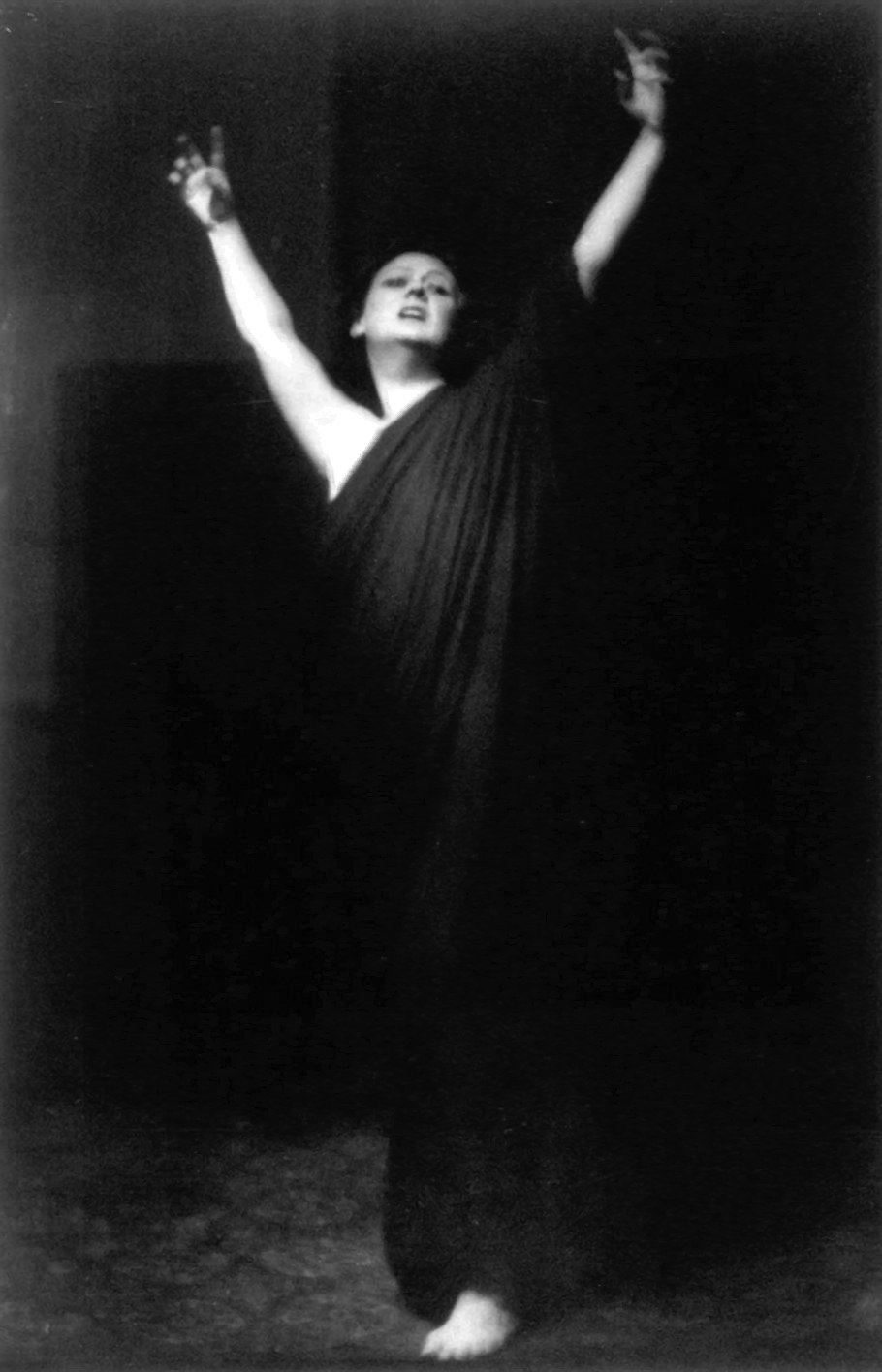
Isadora Duncan

Dora Angela Duncanon (San Francisco, 26 o 27 de maig de 1877-Niça, 14 de setembre de 1927), més coneguda com a Isadora Duncan, fou una ballarina i coreògrafa estatunidenca considerada per molts com la creadora de la dansa moderna.

## Joventut
Isadora va néixer a San Francisco, Estats Units. El seu pare, Joseph, va abandonar la família quan Isadora era petita. Posteriorment, va ser acusat de frau bancari i empresonat. Aquest fet va crear a la llar dels Duncan una difícil situació de penúria econòmica, que va influir en l'allunyament de la família respecte a la fe catòlica que havien professat (Isadora es va declarar molts cops com a «atea convençuda»).
Isadora Duncan va deixar l'escola quan tenia 10 anys i començà amb la seva germana Isabel a impartir classes de dansa a altres nens del seu barri, mentre sa mare, Dora, donava lliçons de piano per sustentar la família i s'encarregava de l'educació dels seus fills. Predominaven en les lliçons musicals Mozart, Schubert i Robert Schumann, que van tenir una indiscutible influència en el posterior desenvolupament artístic d'Isadora.
D'acord amb els seus biògrafs, Isadora era una nena solitària i retreta que acostumava a jugar a la platja mentre observava la mar. La seva fascinació pel moviment de les onades seria el germen del seu art en els anys posteriors. La nena Isadora imaginava llavors moviments de mans i peus que acompanyaven les onades de la badia de San Francisco, i que seria l'origen del seu peculiar estil de dansa. La influència del mar i els seus jocs infantils es recullen en la seva Autobiografia, publicada el 1927.
Quan Isadora va arribar a l'adolescència, la família es va mudar a Chicago, on Duncan va estudiar dansa clàssica. La família va perdre totes les seves possessions en un incendi, i es va traslladar novament, aquest cop a Nova York, on Duncan va ingressar en la companyia de teatre dramaturg Augustin Daly.
En l'inici del segle, Isadora convenç la seva mare i la seva germana perquè la família emigri a Europa. És irònic pensar que aleshores mig Europa intentava emigrar als Estats Units per allunyar-se de la penúria econòmica i trobar un futur millor; tot i això, les Duncan parteixen el 1900 i s'assenten a Londres inicialment, i posteriorment a la Ciutat de la Llum, on tingué com a professora de ballet na Marietta Bonfanti.

## Expressionisme i dansa
Durant la seva etapa londinenca, Isadora, sempre inquieta i autodidacta, passa llargues hores al Museu Britànic. Li fascinen les expressions artístiques de la Grècia clàssica i, especialment, els gots decorats amb figures de ballarines. D'aquestes, adoptarà alguns elements característics de la seva dansa, com inclinar la testa cap enrere com les bacants.
És en aquesta època quan comença a consolidar-se l'estil únic d'Isadora. Es tracta d'una dansa molt allunyada dels patrons clàssics coneguts fins aleshores, que incorpora escenificacions i moviments que tenien més a veure amb una visió filosòfica de la vida lligada potser a l'expressionisme (línia de pensament artístic incipient en aquella època) i, per tant, a una recerca de l'essència de l'art que només pot procedir de l'interior.
Isadora era plenament conscient que el seu estil suposava una ruptura radical amb la dansa clàssica i, en aquest sentit, es veia a ella mateixa com una revolucionària precursora en un context artístic de revisió generalitzada dels valors antics. Alhora que el seu estil s'anava consolidant, Isadora estudiava en profunditat la dansa i la literatura antigues als museus, particularment el Louvre de París, la National Gallery de Londres i el Museu Rodin. A més, tenia alumnes que seguien el seu estil; entre aquestes hi havia la francesa Jeanne Ronsay.
Els temes de les danses d'Isadora eren clàssics, sovint relacionats amb la mort o el dolor, però s'oposava als assumptes de la dansa clàssica coneguda fins aleshores, que giraven entorn d'herois i follets. Les seves escenificacions eren també revolucionàries i, fins i tot, minimalistes: només alguns teixits de color blau cel, en lloc dels ostentosos decorats dels muntatges coneguts fins aleshores, i una túnica vaporosa que deixava endevinar el cos i entreveure les cames despullades i els peus descalços, enfront dels vestits de tutú, sabatilles de punta i mitges rosades de rigor del ballet clàssic. Isadora ballava sense maquillatge i amb els cabells sense recollir, mentre que l'habitual en aquella època era maquillar-se a consciència i recollir-se els cabells en un monyo o cua. És comprensible que l'estil d'Isadora xoqués, inicialment, al públic del moment, acostumat al llenguatge de la dansa clàssica. Isadora va haver d'aguantar interrupcions i esbroncades de diverses índoles en les seves sessions de dansa durant algun temps, i és notable en aquest sentit la polèmica que es va desencadenar durant una gira per Amèrica del Sud, el 1916.

## Argentina
Va arribar a Buenos Aires per primera vegada el 1916. La ballarina californiana tenia en aquell moment 38 anys i la seva fama i èxit havien arribat, particularment a Europa, a altures extraordinàries. Però el cop atroç que havia representat per a ella la mort, el 1913, dels seus dos fills en un accident automobilístic prop de París, va alterar la seva vida d'una manera definitiva. Les extravagàncies d'Isadora (que incloïen una despreocupació completa pels diners, en tingués o no) es van tornar més acusades i el mateix va passar amb el seu desinterès per les convencions socials.
El vaixell que la portava des de Rio de Janeiro va atracar a Buenos Aires a principis de juliol i Isadora va trobar una primera dificultat: les cortines i les catifes que acompanyaven els seus recitals no havien arribat i va haver d'encarregar unes altres de noves, perquè la primera presentació estava programada pocs dies més tard. El cost era aproximadament de 4.000 dòlars i, com no tenia efectiu per afrontar aquesta despesa inesperada, va arreglar-ho pagant a crèdit. Les partitures orquestrals dels seus programes també estaven de viatge des de França, però va ser fàcil reemplaçar-les gràcies a l'ajut del director del Conservatori de Buenos Aires, que va prestar les partitures de la biblioteca de la institució.
Tot i que disposava de pocs diners, Isadora es va allotjar al Plaza Hotel i, mentre es preparava per als seus concerts, va començar a recórrer la ciutat. La seva biògrafa, la nord-americana Frederika Blair, explica que va visitar no sols els barris més elegants «sinó també La Boca, centre de la rutilant vida nocturna de la ciutat (sic)».
Els espectadors del seu primer concert, el 12 de juliol, van rebre les danses d'Isadora de manera freda. El públic "porteño" estava acostumat al llenguatge del ballet, encara en les seves formes renovadores (Vaslav Nijnsky, amb els Ballets Russos, s'havia presentat al Teatre Colón tres anys abans amb un èxit colossal) i va trobar pobra i limitada la tècnica d'Isadora. La vigília del segon concert va ser amb un grup d'amics en un club nocturn i allà, impulsada per l'excitació del moment, es va aventurar a ballar l'himne nacional. L'endemà, el gerent del Coliseu adduí que ella havia faltat al contracte amb ell en oferir aquella actuació imprevista i va amenaçar d'anul·lar el pròxim concert. Va ser necessari tot el tacte de Dumesnil, director musical de la gira, perquè el gerent fes enrere la seva decisió.
Tot i això, altres dificultats s'apropaven. Isadora volia dedicar a Wagner el seu tercer programa i el director musical, que era francès, es va negar a cooperar. Dumesnil tenia una llicència de l'exèrcit del seu país i va considerar que provocaria censures si, en temps de guerra, participava en un programa amb obres d'un compositor alemany. Tot i que van aconseguir un altre director, el programa wagnerià va allunyar molts admiradors d'Isadora, de la mateixa manera que els pros alemanys s'havien vist afectats per la seva interpretació de La Marsellesa.
Durant el concert, alguns dels espectadors van començar a parlar en veu alta. Isadora va deixar de ballar i es va dirigir a ells d'una manera irada, dient que ja l'havien advertida que els sud-americans no entenien res d'art: «Vous n'étes que de négres» («no sou res més que negres»), els va increpar, utilitzant una forma (negres) molt despectiva. Aquest esdeveniment va determinar que l'administrador cancel·lés les funcions restants.
Abans de partir cap a Montevideo, Isadora va haver de deixar el seu abric d'ermini i les seves arracades de maragdes com a garantia de pagament de l'hotel, que no podia efectuar. La pell i les joies havien estat regals del seu examant Paris Singer, un home extraordinàriament ric, hereu de l'imperi Singer de les màquines de cosir i que havia finançat moltes de les aventures artístiques d'Isadora.

## Rússia
Va simpatitzar amb la revolució social i política en la nova Unió Soviètica, i el 1922 es va traslladar a Moscou. La seva fama internacional va cridar l'atenció i va donar la benvinguda a l'efervescència artística i cultural del nou règim, tenint d'arribada molts alumnes i seguidors entre ells a na Ellen Tels. El fracàs del govern rus perquè complís les promeses extravagants de suport per al treball de Duncan, juntament amb les condicions espartanes de vida del país, la van enviar de tornada a Occident el 1924.

## Vida privada
Isadora Duncan va tenir una vida íntima tan poc convencional com l'expressió del seu art, i va viure sempre al marge de la moral i els costums tradicionals. Es va
casar amb el poeta rus Serguei Esenin, 17 anys més jove que ella. Esenin la va acompanyar en un viatge per Europa, però el seu caràcter violent i la seva addicció a l'alcohol van donar lloc a la fi del matrimoni. L'any següent, Esenin va tornar a Moscou, on va patir una profunda crisi arran de la qual va ser ingressat en una institució mental. Es va suïcidar poc de temps després (28 de desembre de 1925), tot i que s'ha especulat amb la possibilitat que fos assassinat. Isadora va triar ser mare soltera, i va tenir dos fills. Tot i que no va voler revelar el nom dels pares, se sap que van ser els dissenyadors teatrals Gordon Craig i París Singer, fill del magnat de les màquines de cosir Isaac Merritt Singer. La vida privada d'Isadora no va estar mai exempta d'escàndols, ni tampoc de tragèdies. La més espantosa va ser certament la mort dels dos fills Deirdre i Patrick, que es van ofegar en un accident al riu Sena a París, el 1913, en caure a l'aigua l'automòbil en què viatjaven al costat de la seva dida.

Isadora Duncan era bisexual i va mantenir relacions amb algunes dones conegudes de la seva època, com ara la poeta Mercedes de Acosta o l'escriptora Natalie Barney. Se li van atribuir molts altres romanços no confirmats amb altres dones, com ara l'actriu Eleonora Duse o Lina Poletti.

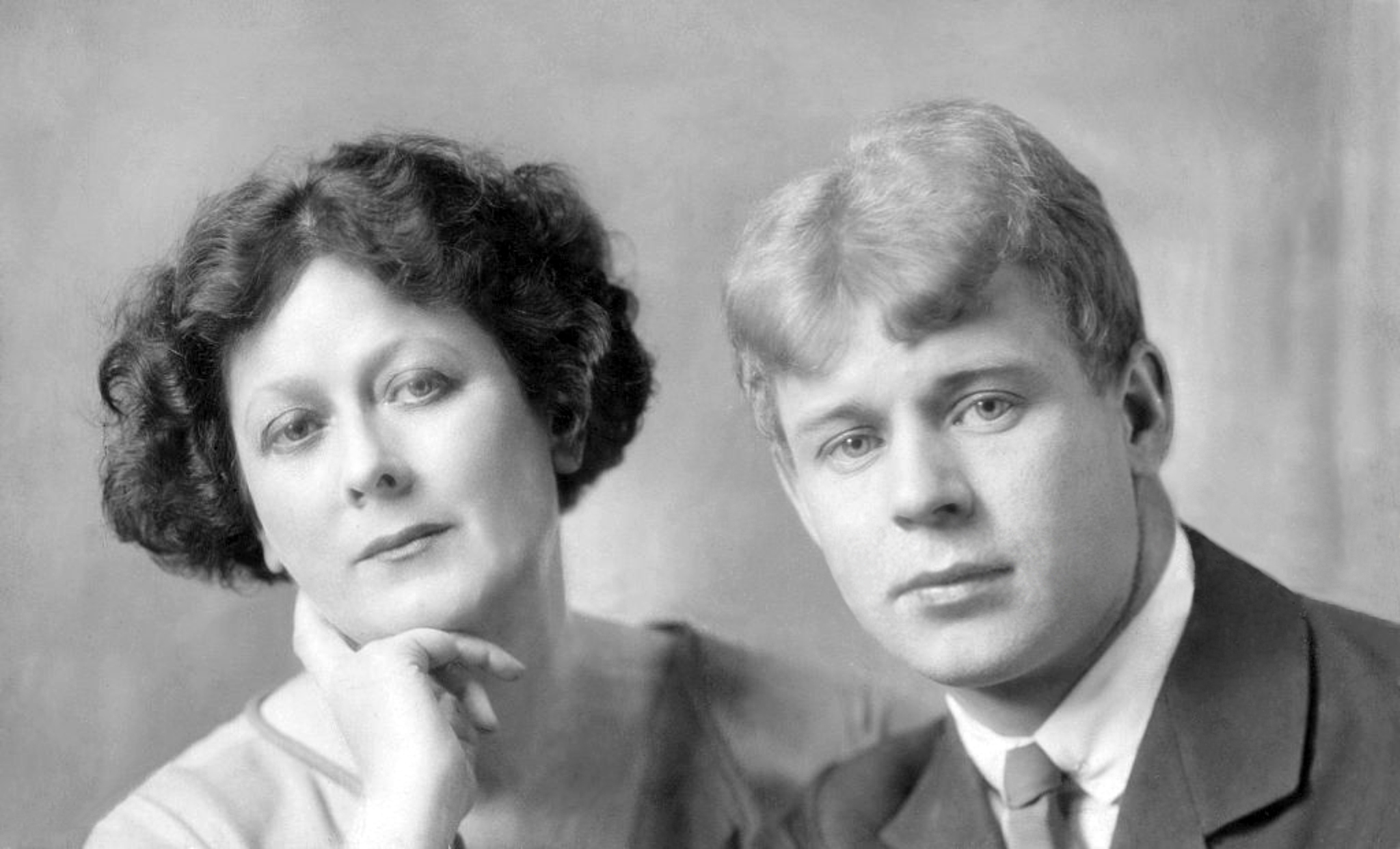
Isadora Duncan i Serguei Esenin, 1923

Cap al final de la seva vida, la carrera d'Isadora havia començat a declinar. Van ser per a ella temps de seriosos problemes financers i diversos escàndols sentimentals, acompanyats per alguns episodis d'embriaguesa pública. Tot això la va anar allunyant dels seus amics i el seu públic, i finalment, del seu propi art. Isadora va viure aquells anys finals entre París i la costa del Mediterrani, deixant deutes considerables en hotels o passant curts períodes en apartaments llogats. Alguns dels seus amics van intentar convèncer-la perquè escrivís la seva autobiografia, amb l'esperança d'alleujar una mica la seva ja preocupant situació econòmica. Un d'aquests amics va ser l'escriptor Sewell Stokes, que va conèixer Isadora en els seus últims anys, quan ja estava pràcticament sola i arruïnada. Stokes va escriure posteriorment un llibre sobre la ballarina: Isadora, un retrat íntim. L'autobiografia d'Isadora Duncan va ser finalment publicada el 1927.

## Mort
Les tràgiques circumstàncies que envolten la mort d'Isadora Duncan han contribuït a grans trets a la consolidació del mite, i estan embolicades en un cert misteri que la història no ha aconseguit aclarir del tot.
Isadora Duncan va morir en un accident d'automòbil esdevingut a Niça, França, la nit del 14 de setembre de 1927, a l'edat de 50 anys. Va morir estrangulada per la llarga chalina que portava al voltant del coll, quan aquesta es va enredar en la llanda de l'automòbil en què viatjava. Aquest accident va donar lloc al comentari mordaç de Gertrude Stein: «l'afectació pot ser perillosa». Duncan viatjava al seient del copilot d'un automòbil Amilcar propietat d'un jove i guapo mecànic italià, Benoît Falchetto, a qui ella irònicament havia sobrenomenat «Bugatti» (la marca de l'automòbil és matèria de debat, però l'opinió general és que es tractava d'un Amilcar francès model GS de 1924. La llegenda va transformar després la marca i el va convertir en un Bugatti, molt més car i luxós). Abans de pujar al vehicle, Isadora va proferir unes paraules pretesament recordades per la seva amiga Maria Desti i alguns companys: «Adieu, mes amis. Je vais à la gloire!»(«Adeu, amics meus, me'n vaig a la glòria!»). No obstant això, segons els diaris del novel·lista nord-americà Glenway Wescott, que estava a Niça en aquest moment i va visitar el cos de Duncan al dipòsit de cadàvers (els seus diaris són a la col·lecció de la biblioteca de Beineke, a la Universitat Yale), Desti va admetre haver mentit sobre les últimes paraules de la ballarina, i va confessar a Wescott que aquestes havien estat: «Je vais à l'amour» («Me'n vaig a l'amor»).
Pel que sembla, Desti va considerar aquestes paraules poc apropiades com a últim testimoni històric de la seva il·lustre amiga, ja que indicaven que Isadora i Benoît partien cap a una de les seves trobades romàntiques. Qualssevol que fossin les seves paraules, quan Falchetto va posar en marxa el vehicle, la delicada xalina de Duncan (una estola pintada a mà, regal de la seva amiga Desti, prou llarga per a embolicar-li el coll i la cintura i onejar per fora de l'automòbil) es va enredar entre la llanda de radis i l'eix posterior del cotxe, i provocà la mort per escanyament d'Isadora.
En l'obituari publicat al diari New York Times el 15 de setembre del 1927, es podia llegir el següent: «l'automòbil anava a tota velocitat quan l'estola de forta seda que li cenyia el coll es va començar a enrotllar al voltant de la roda, arrossegant la senyora Duncan amb una força terrible, cosa que va provocar que sortís per un costat del vehicle i es precipités sobre la calçada de llambordes. Així va ser arrossegada diverses desenes de metres abans que el conductor, alertat pels seus crits, aconseguís aturar l'automòbil. Es va obtenir auxili mèdic, però es va constatar que Isadora Duncan ja havia mort per escanyament, i va succeir de manera gairebé instantània».
Isadora Duncan va ser incinerada i les seves cendres van ser col·locades al columbari del cementiri del Père-Lachaise (París, França).
Al panteó de Sant Ferran de Ciutat de Mèxic, hi ha un nínxol d'homenatge al seu nom.